# 李凌雲 (萬曆進士)
李凌雲（？—？），字峻甫，號素我，南直隶松江府華亭縣人，明朝政治人物。

## 生平
嘉靖癸未進士李日章從孫。金山縣學生，万历二十五年（1597年）丁酉科舉人，三十二年（1604年）甲辰科進士，授山東諸城縣知縣，蔬食自甘，不名一钱，猾吏皆屏迹去。会久旱，以铁檄投龙湫，立大雨霑足。后内召去，假归里，县復旱，百计祷不应，父老走華亭乞凌雲書幤，凌云笑曰：往在任以天子命吏祷雨，故应耳，今去汝久，无能为也。父老請不已，乃具书侑以四物，内有玉章一方。父老既归，焚书投璧，澍雨霑足。明年再旱，再走華亭乞書，亦再雨，其感通神明如此。考選為山東道御史，巡按福建，四十六年（1618年）巡按浙江。泰昌元年（1620年）巡按順天。天启元年（1624年），升大理寺左寺丞，五年，升通政使司右通政，尋改左通政，八月告病回籍。